# Ana-Călina
Ana-Călina sau Kalinikia (în bulgară: Калиникіѧ, Kalinikĭę), mai cunoscută sub numele de Doamna Calinichia sau Doamna Calinița (n. anii 1340 – d. 2 august 1439) a fost a doua soție a lui Radu I, domn al Țării Românești din secolul al XIV-lea. A supraviețuit soțului ei 56 de ani.
Calinița era o prințesă bizantină, născută sub numele de Caliphië (în greacă: Καλιφιη , Kaliphiē, descendentă a lui Basarab. Calinița a fost mama lui Dan I și a lui Mircea cel Bătrân. Prin aceasta, voievozii din Țara Românească și-au unit sângele cu Basarabii, strămoșii lui Vlad Țepeș.